# 改元のコンピュータシステムへの影響
改元のコンピュータシステムへの影響（かいげんのコンピュータシステムへのえいきょう）では、公的な場における元号の使用（および西暦の不使用）と、改元（元号の変更）に伴うコンピュータシステムへの影響について述べる。

## 平成への改元
1989年（昭和64年）1月7日に天皇が崩御し、昭和からの改元が実施されることとなった。同日中に新元号を「平成」とする政令が公布され、翌1月8日から「平成元年」として施行されることとなった。
昭和までの改元と異なり、翌日から施行された背景として、当時は文書事務の煩雑化・ワードプロセッサを初めとするOAに伴うコンピュータプログラムの変更等を行うためと報道された。
JIS X 0213では、「㍾」は1-13-77、「㍽」は1-13-78、「㍼」は1-13-79に収録されていたが、「㍻」は1-13-63とこれらとは離れたコードポイントに追加された。Unicodeでは、1991年（平成3年）に発表されたバージョン1.0.0で、CJK互換用文字ブロックにこれらの合字が収録されたが、コードポイントはU+337BからU+337Eと連続した領域になっている。

## 令和への改元
2019年（平成31年）に、天皇の退位等に関する皇室典範特例法（皇室典範特例法）の規定に基づいて明仁天皇の退位と皇太子徳仁親王の即位（明仁から徳仁への皇位継承）が行われることとなった。これに伴い、新天皇が即位する5月1日に「令和元年」への改元が実施された。
「昭和→平成」の改元時と異なり、平成時代の初期より一層情報技術（IT）・OA化・インターネット化・情報機器（特にスマートフォン）の普及が進んでおり、新元号への対応準備の期間を確保する必要があることから、憲政史上初めて新元号を改元1か月前となる2019年4月1日に公表することが決定され、4月1日に新元号が「令和」となることが発表された。
現代（21世紀以降）のコンピュータシステムの大半は平成時代に作られたものであり、この時代に開発されたソフトウェアの多くは、平成以前の元号にしか対応していない。
改元は数十年に1度のめったにないことであることと、多言語対応のオペレーティングシステムの年号の処理も西暦を基本としているため、ほとんどのソフトウェアは改元後も（または他国の紀年法でも）正しく動作できることが十分に保証されていない。コンピュータやソフトウェアのメーカーは、新元号が正しく処理されるようにするために、改元前にシステムをテストする必要がある。これを確実にするために、いくつかのシステムでは前もって新元号をシミュレートするためのテストメカニズムを提供した。
Windows 10 Spring Releaseには、新元号に関するプレースホルダー情報を含むレジストリエントリが含まれている。これは、ユーザーが改元に関するソフトウェアの制限を発見できるようにするためのものである。
Unicodeでは、新元号を表す合字のためにコードポイントU+32FFが予約され、2019年5月7日リリースのUnicode 12.1で正式に追加された。これは他の元号の合字とは異なる囲みCJK文字・月ブロックであるが、CJK互換用文字ブロックに隣接している。ただし、Microsoftコードページ932やJIS X 0213には追加されておらず、Unicode環境でのみ使用可能である。 なお、「令」の文字についてはU+4EE4のほか、CJK互換漢字ブロックのU+F9A8にも収録されているが、これは韓国の文字コードKS X 1001との後方互換性のために収録されているものであり、元号の表記には使用しないよう経済産業省が周知している。

### 令和への改元に伴う不具合
2019年4月29日、コンビニエンスストアに設置されたATMで一部の銀行の口座からの振込を行うと、振込予約日が1989年（平成元年）5月7日と表示されるという不具合が発生した。
2020年3月7日から6月23日まで、紀陽銀行がコミュニティプラザと称する3店舗に設置したATMの利用明細票で、西暦を和暦に変換する日付表示プログラムの不具合により令和2年を表す「2」と印字されるべき年号が平成32年を表す「32」と印字される不具合が発生した。

## 符号位置
| 記号 | Unicode | JIS X 0213 | 文字参照          | 名称                            |
| ---- | ------- | ---------- | ----------------- | ------------------------------- |
| ㍻   | U+337B  | 1-13-63    | &#x337B; &#13179; | 全角平成 SQUARE ERA NAME HEISEI |
| ㋿   | U+32FF  | -          | &#x32FF; &#13055; | 全角令和 SQUARE ERA NAME REIWA  |